# Sciopero di febbraio

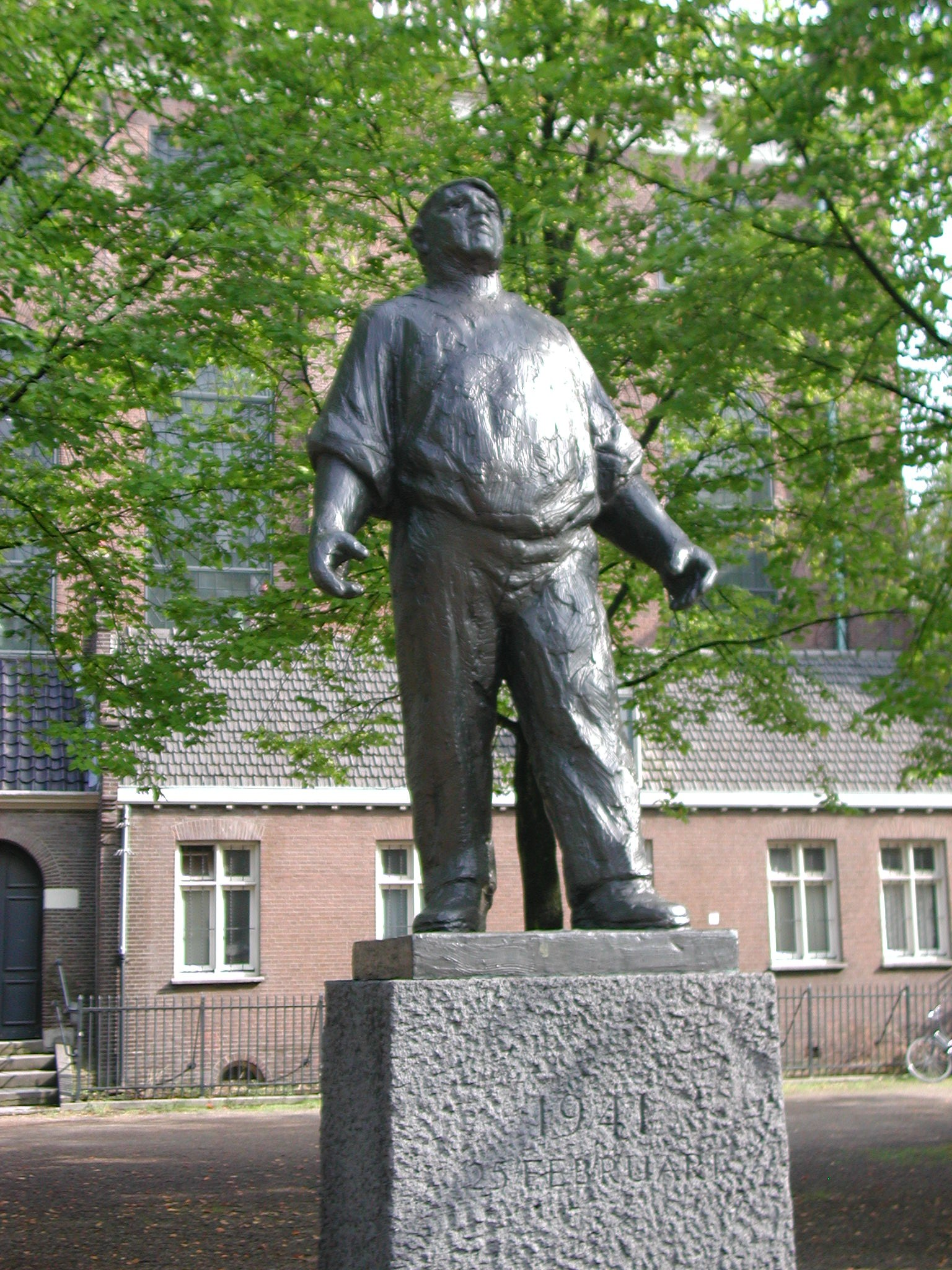
Statua De Dokwerker (il portuale) ad Amsterdam a memoria dello sciopero di febbraio

Lo sciopero di febbraio del 1941 (in olandese februaristaking) è stato uno sciopero generale organizzato durante la seconda guerra mondiale nei Paesi Bassi contro le misure antisemite e le attività degli occupanti nazisti. Lo sciopero fu proclamato come diretta causa dei pogrom da parte dei nazisti contro gli ebrei di Amsterdam. Lo sciopero iniziò il 25 febbraio e continuò per tutto il giorno successivo. Fu il primo atto di dissenso collettivo attuato da non ebrei contro delle misure antisemite perseguite dai nazisti in Europa.

## Le circostanze
I Paesi Bassi si arresero agli invasori tedeschi il 14 maggio 1940, dopo 5 giorni di combattimenti. Le prime misure antisemite iniziarono nel giugno 1940 con l'esclusione degli ebrei dal servizio di difesa contraerea. Queste ebbero il suo apice nel novembre 1940 con la rimozione di tutti gli ebrei da posizioni pubbliche, comprese le università, causando proteste studentesche soprattutto a Leida ma anche nel resto del paese. Al tempo stesso, c'era un sentimento crescente di agitazione tra i lavoratori di Amsterdam, in particolare tra quelli dei cantieri navali di Amsterdam-Noord, che furono minacciati di deportazione in Germania per essere assegnati ai lavori forzati.
Con il crescere delle tensioni, il Movimento Nazional-Socialista (NSB) e il proprio braccio armato, il Weerbaarheidsafdeling (WA), furono protagonisti di una serie di provocazioni nei quartieri ebraici di Amsterdam. Questo portò a diversi di scontri per le strade tra il Weerbaarheidsafdeling e gruppi di autodifesa ebrei e i loro sostenitori, culminati l'11 febbraio 1941 in cruenti scontri in Waterlooplein nei quali fu gravemente ferito il membro della WA Hendrik Koot. Morì per le ferite riportate il 14 febbraio 1941.
Il 12 febbraio 1941, i soldati tedeschi, assistiti dalla polizia olandese, circondarono il vecchio quartiere ebraico isolandolo dal resto della città attraverso la stesura di filo spinato, la chiusura di ponti mobili e l'istituzione di posti di blocco della polizia. Il quartiere fu reso così inaccessibile ai non ebrei.
Il 19 febbraio, la Ordnungspolizei fece irruzione nella gelateria Koco di Van Woustraat. Nella lotta che ne seguì furono feriti diversi agenti di polizia. Questo, insieme ad altri episodi di ostilità nei confronti della polizia tedesca, scatenarono una vendetta che avvenne nel fine settimana del 22-23 febbraio, quando un pogrom su larga scala fu attuato dai tedeschi. 425 uomini ebrei, di età compresa tra i 20 e i 35 anni furono arrestati e trasferiti nel campo di lavoro di Schoorl e da qui inviati ai campi di concentramento di Buchenwald e Mauthausen, dove, la maggior parte di essi, morì entro l'anno. Dei 425 deportati, solo due sopravvissero.

## Lo sciopero

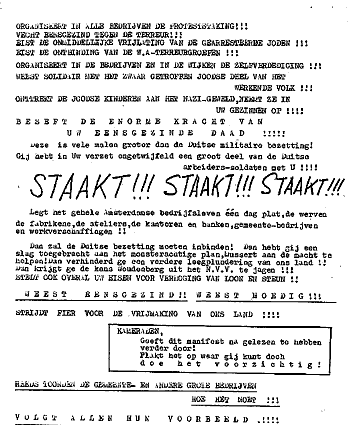
Volantino dello sciopero

A seguito di questo evento, il 24 febbraio, si tenne un raduno a Noordermarkt dove venne organizzato uno sciopero di protesta contro i pogrom e il lavoro forzato in Germania. Gli attivisti del Partito Comunista dei Paesi Bassi, allora già dichiarato illegale dai tedeschi, stamparono e distribuirono in città un volantino che incitava allo sciopero generale per il giorno successivo. I primi a scioperare furono i conduttori dei tram cittadini, seguiti da lavoratori di altri servizi, delle scuole e di società private come i magazzini De Bijenkorf. Lo sciopero si estese anche in altre località, tra le quali Zaanstad, Kennemerland a ovest, Bussum, Hilversum e Utrecht a sud e a est. I tedeschi attuarono delle misure repressive per impedire il prosieguo dello sciopero, cresciuto intanto in modo spontaneo e arrivando a coinvolgere 300 000 lavoratori e bloccando la città di Amsterdam, tanto che questo non poté durare a lungo. Gli ultimi focolai di protesta vennero sedati dalla polizia tedesca il 27 febbraio. Anche se lo sciopero di per sé non ebbe successo in termini di risultati ottenuti, fu molto significativo in quanto per la prima volta in una nazione occupata dai tedeschi la popolazione si ribellava in modo così compatto contro l'invasore a sostegno della popolazione ebraica.
Lo sciopero successivo fu lo sciopero studentesco del novembre 1941, e, più tardi, quelli di aprile-maggio 1943 che inaugurarono un periodo di resistenza armata su scala nazionale.

## Memoria
Lo sciopero viene commemorato ogni anno con una cerimonia in Jonas Daniël Meyerplein dove esiste il memoriale dello sciopero inaugurato nel 1952 e costituito dalla statua del Dokwerker. La piazza si trova nel Jodenbuurt e nel 1942 fu rinominata Houtmarkt con lo scopo di eliminare tutta la toponomastica con riferimenti ebraici, fu il teatro di un attacco a un uomo ebreo subito prima dell'inizio dello sciopero.